# Preseglie
Preseglie (lombardul: Prezéi) település Olaszországban, Lombardia régióban, Brescia megyében. Lakosainak száma 1475 fő (2023. január 1.). Preseglie Agnosine, Barghe, Odolo, Vestone, Bione és Sabbio Chiese községekkel határos.

## Népesség
A település lakossága az elmúlt években az alábbi módon változott:
| Lakosok száma | 1545 | 1535 | 1475 |
|               | 2017 | 2018 | 2023 |